# Åsbro
Åsbro – miejscowość (tätort) w środkowej Szwecji, w regionie administracyjnym (län) Örebro (gmina Askersund).
Miejscowość jest położona nad jeziorem Tisaren w południowej części prowincji historycznej (landskap) Närke, ok. 35 km na południe od Örebro w kierunku Askersundu przy drodze krajowej nr 50 i linii kolejowej Godsstråket genom Bergslagen.
W 2010 r. Åsbro liczyło 1164 mieszkańców.